# ليبرال بروان
ليبرال بروان (بالفرنسية: Libéral Bruand أو Bruant؛ نطق: ‎libeʁal bʁyɑ̃‏) هو مهندس معماري فرنسي عرف أساسا بفضل تصميمه لقصر الأنفاليد في باريس في فرنسا.